# La cucaracha (episodio de ALF)
La Cucaracha es un episodio de la primera temporada de la serie de televisión estadounidense cómica ALF. En la historia, el extraterrestre protagonista, ALF, le muestra a la familia Tanner una cucaracha melmaciana que genera problemas cuando crece.

## Argumento
Todo comienza cuando ALF saca una bolsa de comida de su nave, en la que aparece una cucaracha de ojos azules. Kate le vacía medio bote de insecticida, pero cuando todos los miembros de la familia vuelven a fijarse en ella, ven que el insecto ya no está. ALF se va al salón y llama a Willie, y explica que quería hablarle a solas para que el asunto de la cucaracha (que seguía viva y medía 30 centímetros de largo) no alterara a Kate.
Cuando los niños y Kate se están preparando para irse a la casa de la abuela (Dorothy Halligan) hasta que llegue la muerte de la cucaracha, aparece Willie, que asegura haberla matado, aunque cuenta que sólo la vio caer, por lo que Kate se va, ya que la muerte no está confirmada. ALF le dice a Willie que al principio la cucaracha medía un centímetro de largo, y que luego de que Kate la roció esta creció hasta el tamaño de un cachorro. ALF explica que si Willie también roció al insecto entonces la casa se derrumbaría causa del crecimiento del mismo.
ALF llama a un exterminador, que se extraña de que lo llamen por una sola cucaracha. Willie convence al exterminador para que no use insecticida, pero cuando este último entra al dormitorio donde el monstruo se encuentra y lo ve, sale corriendo. Mientras estudian como erradicar a la cucaracha, Trevor Ochmonek encuentra su equipo del exterminador, aparece y rocía la casa con insecticida, con lo que la cucaracha llega a los 20 metros de largo. Willie lee en una revista que debe usar ácido bórico para exterminar a las plagas, y se va a comprarlo.
ALF se queda solo con "Rotney" (el nombre que le dio Brian), que provoca destrozos en la cocina y el salón. ALF corre al dormitorio de Kate y Willie y se esconde, pero la cucaracha tira la puerta y lo acorrala en el baño. Desesperado, ALF busca algo para defenderse pero solo encuentra un perfume, y rocía a la cucaracha con él.
Cuando Willie llega ve a la cucaracha fallecida en mitad del salón. ALF quiere disecar al monstruo, pero Willie se niega y finalmente la llevan a un basurero. Esa noche ALF le ofrece a Brian contarle como venció a la cucaracha, pero Brian no se interesa. ALF limpia su nave y la rocía con perfume, y luego coloca en el salón de la casa una planta carnívora de Venus que tenía guardada, lo que vuelve a provocar la alarma en la familia.
- Datos: Q5966367